# Kyusyu Osaka FM HOPE
Kyusyu Osaka FM HOPE（きゅうしゅうおおさかエフエムホープ、FM HOPE）は、佐賀県唐津市拠点のミニFM放送局。愛称「FMHO」。2023年（令和5年）開局。
佐賀県唐津市の一部地域、福岡県福岡市の一部地域、大阪府大阪市淀川区の一部地域を放送対象地域 としている。ただほぼ100%ネットラジオとラジオアプリ「らくらじ2」で聴取されている。

## 概要
FMからつの局員だった赤間薫が独立して2023年7月の試験放送を実施した後、2023年10月2日に本開局した。
本社は自宅を兼用してる模様で非公開。 演奏所（スタジオ）も同じく非公開。 送信所も演奏所と同じ場所にある模様で、ラジオ局愛称はFMHO、周波数90.0MHz、放送区域は唐津市の一部地域、福岡県福岡市の一部地域、大阪府大阪市淀川区の一部地域。 しかし放送区域含めほとんどはネットラジオ（ねとらじとらくらじ2）で賄っている。
放送メンテナンス等を除いて24時間放送をする。

## 主な番組
2023年（令和5年）11月現在 ※再放送は割愛
- Ryu Ito Music 1 hour（平日 7:00 - 8:00）
- S0tarbacksなBGM（平日 8:00 - 9:00）
- The Beatles Past Master（平日 9:00 - 10:00）
- ゴスペルのしらべ（日曜 10:00 - 11:00）
- 昼レトロ（火曜 10:00 - 11:00)
- ヒデキでえーがの（平日 11:00 - 12:00/土日 23:00 - 24:00)
- にじいろサンデー（日曜 12:00 - 13:00）
- から通！（平日 12:00 - 12:30）
- おおさかへーほー（平日 12:30 - 13:00)
- ASHOPEセレクト（平日 13:00 - 14:00）
- HIRANOSでちょっと（平日 14:00 - 15:00）
- 追憶の昭和歌謡（平日 15:00 - 16:00/平日17:00 - 18:00)
- ミンナノウタ（平日 16:00 - 17:00)
- PAUL FAN PROGRAM（平日 18:00 - 19:00）
- 四次元ちゃーこ（月曜 19:00 - 19:30）
- ちゃーこのマリンワールド日記（月曜 19:30 - 20:00）
- ちぇすかの帰ってきたぞ！（月曜 20:00 - 21:00）
- ナナナナナナナ（平日 21:00 - 21:30）
- SATs Music（平日 21:30 - 22:00）
- フシギナおんがく（平日 22:00 - 23:00）
- HR/HM Matsuri（平日 24:00 - 25:00）
- 8 bit world（平日 25:00 - 26:00）
- 帰宅後ばすたいむ（火曜 19:00 - 20:00）
- 関谷聖二のヤメロー！ラジオ（火曜 21:00 - 22:00）
- KARATSU ANIME BOX（平日 22:00 - 23:00）
- T-四角音楽（水曜 19:00 - 20:00）
- 楽園さんでもええんやで！（水曜 20:00 - 21:00)
- 花寺紡季の飴色交差点（木曜 19:00 - 20:00）
- TRIP TO MUSIC とりらじ（木曜 20:00 - 21:00）
- いついきヒデキじゃけん（木曜 23:00 - 24:00）
- ぬるいみそしる（金曜 20:00 - 21:00）
- オジラジ(金曜24:00-25:00)
- SATs(金曜25:00-26:00)
- トーマス大森音楽工房BGM（2:00~7:00)

### 過去の番組
- あたしはここにいる！